# Neven Laštro
Neven Lastro (sinh ngày 1 tháng 10 năm 1988) là một cầu thủ bóng đá chuyên nghiệp người Bosnia hiện đang thi đấu cho câu lạc bộ bóng đá Than Quảng Ninh ở vị trí hậu vệ.

## Sự nghiệp
Lastro chuyển tới khoác áo cho câu lạc bộ bóng đá Than Quảng Ninh vào năm 2019.